# Ligne de tramway 457
La ligne 457 est une ancienne ligne de tramway du SNCV Groupe de Clavier de la Société nationale des chemins de fer vicinaux (SNCV) qui a fonctionné entre 1894 et 1958.

## Histoire
La ligne est mise en service en 1894 et fermée en 1958[réf. nécessaire].

## Infrastructure

### Dépôts et stations
Clavier (gare).

## Exploitation

### Horaires
Tableaux :
- 457 en 1931[1].